# 特羅辛 (卡尼夫區)
49°49′57″N 31°20′43″E / 49.83250°N 31.34528°E
特羅什欽（烏克蘭語：Трощин）是位於烏克蘭中部的村莊，由切爾卡瑟州切爾卡瑟區的博布里齊亞市鎮負責管轄。該村面積1.17平方公里，海拔高度124米，2007年人口89，人口密度每平方公里76人。